# Heello
Heello 為一社群網站和微網誌服務，能讓使用者送出、閱讀以文字為主的貼文，分享圖片和影片。
由 Twitpic 創辦人 Noah Everett 於 2011年8月10日啟用，那天恰巧為 Twitter 正式推出圖片分享功能的隔日。Heello 的資金來自 Twitpic 的線上廣告收入。
營運首日，每秒張貼的短訊量約有 4 篇。在8月12日，Noah Everett 報告說 Heello 僅在兩日內就有 100 萬則短訊。
因為 Heello 的 API 尚未推出，故開發人員試著採用替代法來製作相關的程式或工具。
2014年6月23日，宣佈關站。

## 引文
1. ↑  . Venturebeat. 2011-08-10  [2011-09-20]. （原始内容存档于2011-10-11）.
2. ↑  . Techcrunch. 2011-08-10  [2011-09-20]. （原始内容存档于2011-09-08）.
3. ↑  . New York Times. August 11, 2010  [2011-09-20]. （原始内容存档于2011-08-12）.
4. ↑  Noah Everett（於該站帳戶）. . Heello.com. August 11, 2011  [2011-09-20]. （原始内容存档于2011-10-02）.
5. ↑  http://www.techteria.com/news/heello-social-networking-service-186/%5B%5D
6. ↑  .   [2011-08-21]. （原始内容存档于2011-09-26）.